# 脂溢性角化病
脂溢性角化病，又叫老年疣、脂溢性疣，是一种角化细胞增生导致的良性肿瘤，主要发生于老年群体中。
这种肿瘤的颜色从浅褐色到黑色不等，通常呈圆形或椭圆形，表面扁平或稍有隆起。大小不定，可超过2.5（1英寸）。它们可能会和基底细胞癌等其他皮肤疾病一同出现，研究表示鳞状细胞癌等恶性肿瘤有3.1%的概率被误诊为脂溢性角化病。